# Steve Chen (enginyer informàtic)
|  | Aquest article tracta sobre un enginyer de supercomputació. Si cerqueu el fundador de Youtube, vegeu «Steve Chen». |

Steve Chen ((xinès); pinyin: Chén Shìqīng) (nascut el 1944 a Taiwan) és un enginyer informàtic i empresari taiwanès.
Chen fou escollit membre de l'Acadèmia Nacional d'Enginyeria dels Estats Units el 1991 pel seu lideratge en el desenvolupament d'arquitectures de supercomputació i la seva implementació.

## Biografia
Chen es va graduar a la Universitat Nacional de Taiwan el 1966, va obtenir un màster a Villanova University el 1971 i es va doctorar a la Universitat d'Illinois a Urbana-Champaign el 1975.
Entre 1975 i 1978 va treballar a la Burroughs Corporation en el disseny de la seva gamma de superordinadors. Se'l coneix principalment per ser el dissenyador principal dels multiprocessadors Cray X-MP i Cray Y-MP. Chen va plegar de Cray Research el setembre de 1987 quan van cancel·lar la gamma MP.
Amb el suport financer d'IBM, Chen va fundar Supercomputer Systems Incorporated (SSI) el gener de 1988.
SSI es va dedicar al desenvolupament del superordinador SS-1, que estava pràcticament completat quan es van esgotar els 150 milions de dòlars que s'hi havien invertit. L'empresa va fer fallida a principis de 1993, deixant a l'atur més de 300 persones.
Es va intentar salvar la feina que s'havia fer fins llavors formant una nova empresa, SuperComputer International (SCI), a finals del mateix any. SCI va canviar de nom a Chen Systems el 1995. L'any següent, l'empresa va ser adquirida per Sequent Computer Systems. John Markoff, un conegut periodista especialitzat en tecnologia, va escriure al New York Times que Chen era considerat com "un dels dissenyadors de superordinadors més brillants de la nació mentre treballava per al pioner de la tecnologia Seymour Cray durant la dècada de 1980".
El 1999, Chen va fundar i dirigir Galactic Computing, un desenvolupador de sistemes de supercomputació basats en targetes, amb seu a Shenzhen, Xina.
El 2005 va començar a concentrar-se en la computació en graella per modelar el cervell humà.
El 2010, es va informar que estava treballant en tecnologia per utilitzar la informàtica al núvol per millorar l'assistència sanitària a les àrees rurals de la Xina.
El 2011, va fundar Information Supergrid Technologies als Estats Units.